# شکست‌ناپذیر (فیلم ۱۳۵۳)
شکست ناپذیر فیلمی به کارگردانی رضا میرلوحی، نویسندگی قلی صفاپور و تهیه‌کنندگی نعمت‌الله رفیعی ساخته سال ۱۳۵۳ است. این فیلم در رشت و تهران فیلمبرداری شده‌است.

## خلاصه فیلم
اکبر در دوران کودکی پدرش را از دست می‌دهد او با زحمت برادرش را بزرگ و به فرنگ می‌فرستد برای ادامه تحصیل، اکبر با دختری نابینا آشنا می‌شود او را در کاباره ای می‌آورد و صدای گرمش باعث پولدار شدن صاحب کاباره که شخصی بنام نصرت است می‌شود. اکبر پول کافی برای معالجه دختر نابینا بدست می آورد
اما پو لها را نصرت می دزدد. عباس برادر اکبر که از فرنگ برگشته و متخصص چشم است آن دختر نابینا را عمل می‌کند و عاشق دختر می‌شود اکبر که از عشق برادرش آگاه می‌شود از دختر دست می‌کشد.

## بازیگران و صداپیشگان
- محمدعلی فردین ایرج ناظریان
- پرویز جعفری خسروخسروشاهی
- آیلین ویگن ژاله کاظمی
- حسین گیل فرشیدفرزان
- جمشید مهرداد منوچهرزمانی
- سرپرست گویندگان منوچهرزمانی